# Parafia św. Jakuba Apostoła w Palczowicach
Parafia pod wezwaniem św. Jakuba Apostoła w Palczowicach – parafia rzymskokatolicka w Palczowicach należąca do dekanatu Zator archidiecezji Krakowskiej.
Została wzmiankowana po raz pierwszy w spisie świętopietrza parafii dekanatu Zator diecezji krakowskiej z 1326 pod nazwą Palzowicz. Następnie w kolejnych spisach świętopietrza z lat 1346–1358 jako Palczovicz, ewentualnie Paczoltovicz.